# 谷内太郎
谷内 太郎（やち たろう、1975年11月18日 - ）は、日本のプロダーツプレイヤー。
ニックネームはT-arrow。血液型A型。身長190cm。利腕：右。

## 主な成績
- 2011年 PERFECT 年間ランキング19位
- 2013年 PERFECT 年間ランキング5位
- 2014年 PERFECT 年間ランキング15位
- 2015年 PERFECT 年間ランキング6位
- 2016年 PERFECT 年間ランキング第13位
- 2016年 SUKA-Dオープントーナメント 男子シングルス 準優勝
- 2016年 SUKA-Dオープントーナメント オープンダブルス 優勝
- 2016年 PERFECT 第2戦 北九州 3位T
- 2016年 PERFECT 第16戦 静岡 3位T
- 2016年 PERFECT 第17戦 横浜 5位T
- 2016年 PERFECT 最終戦 千葉 5位T
- 2017年 PERFECT第5戦 準優勝
- 2017年 PERFECT第6戦 準優勝
- 2017年 PERFECT第7戦 3位
- 2017年 PERFECT第13戦 3位
- 2017年 PERFECT第24戦 準優勝
- 2017年 PERFECT第34戦 準優勝
- 2017年 PERFECT年間ランキング5位
- 2018年 PERFECT第4戦 山口 第3位
- 2018年 東京ダーツ選手権 シングルス準優勝
- 2018年 PERFECT 第10戦 第3位
- 2018年 PERFECT 第16戦 第3位
- 2018年 PERFECT 第24戦 第3位

## ダーツ セッティング
- バレル:T-arrow 4 (TRIPLEIGHT)
- シャフト:LARO Carbon ミディアム
- フライト:谷内太郎フライト ver.5 Rabbit-arrowモデル
- チップ:Premium Lippoint

## 主なスポンサー
- S-DARTS
- PCX
- はた鍼灸
- 株式会社 あすなろ
- 株式会社 海美鐵工
- Darts Bar ROOK
- BULLSHOOTER FUKUOKA
- THREE HEAVEN
- BAGUS
- ミーイング
- Sports&Dining 鴉
- Ace club
- テンフィールズファクトリー

## home location
- BAGUS

## 参照
- JAPAN PRO 選手名鑑 谷内太郎
- L－STYLE 谷内太郎